# Haapalahti
Haapalahti este o arie protejată (arie de protecție specială avifaunistică — SPA) din Finlanda întinsă pe o suprafață de 152 ha, integral pe uscat.

## Localizare
Centrul sitului Haapalahti este situat la coordonatele 61°54′27″N 28°54′14″E / 61.9075°N 28.9039°E.

## Înființare
Situl Haapalahti a fost declarat arie de protecție specială avifaunistică în august 1998 pentru a proteja 32 de specii de animale.

## Biodiversitate
Situată în ecoregiunea boreală, aria protejată nu include niciun habitat protejat.
La baza desemnării sitului se află mai multe specii protejate de  păsări (32): gâscă de semănătură (Anser fabalis), ciuf de câmp (Asio flammeus), rața moțată (Aythya fuligula), buhai de baltă (Botaurus stellaris), bătăuș (Calidris pugnax), erete de stuf (Circus aeruginosus), erete vânăt (Circus cyaneus), gușă vânătă (Cyanecula svecica), lebădă de iarnă (Cygnus cygnus), șoim de iarnă (Falco columbarius), șoim călător (Falco peregrinus), șoimul rândunelelor (Falco subbuteo), vânturel roșu (Falco tinnunculus), Gallinago media, cufundar mic (Gavia stellata), cocor (Grus grus), Hydrocoloeus minutus, sfrâncioc roșiatic (Lanius collurio), sitar de mal nordic (Limosa lapponica), becațină mică (Lymnocryptes minimus), Mergellus albellus, codobatura galbenă (Motacilla flava), vultur pescar (Pandion haliaetus), notatița cu ciocul subțire (Phalaropus lobatus), ploier auriu (Pluvialis apricaria), corcodel-urechiat (Podiceps auritus), corcodel-cu-gât-roșu (Podiceps grisegena), Spatula clypeata, rață cârâitoare (Spatula querquedula), chiră de baltă (Sterna hirundo), fluierar negru (Tringa erythropus), fluierar de mlaștină (Tringa glareola).